# ابنزر هاوارد
ابنزر هاوارد (به انگلیسی: Ebenezer Howard) (29 ژانویه 1850 - 1 مه 1928) یک برنامه‌ریز شهری انگلیسی و بنیان‌گذار جنبش شهرهای باغی (باغ‌شهر) بود. او به خاطر انتشار کتاب فردا: راهی صلح‌آمیز به سوی اصلاحات واقعی (1898) شناخته می‌شود که در آن شهری آرمانی را توصیف می‌کند که در آن مردم به صورت هماهنگ و در کنار طبیعت زندگی می‌کنند. این کتاب منجر به تأسیس جنبش باغ‌شهرها شد و ساخت اولین باغ‌شهر، لچ‌ورث در سال 1903 آغاز گردید.
دومین باغ‌شهر واقعی، ولویان (1920) بود و این جنبش تأثیر زیادی بر توسعۀ حومه‌های مدل در کشورهای مختلف داشت، مانند فورست هیلز گاردنز که توسط فردریک لاو اولمستد جونیور در 1909 طراحی شد. رادبرن نیوجرسی (1923)، پاین‌لندز، کیپ‌تاون و چهار شهر برنامه‌ریزی مجدد حومه‌ای در دهۀ 1930، گرین‌بلت مریلند، گرین‌هیلز اوهایو، گرین‌بک نیوجرسی و گرین‌دیل ویسکانسین.
هاوارد هدف داشت که بیگانگی انسان‌ها و جامعه از طبیعت را کاهش دهد و به همین دلیل از باغ‌شهر و جورژیسم حمایت می‌کرد. بسیاری از افراد معتقدند که هاوارد یکی از بزرگ‌ترین راهنمایان جنبش برنامه‌ریزی شهری بود و اصول باغ‌شهر او در برنامه‌ریزی شهری مدرن به کار رفته است.

## دوران کودکی و جوانی

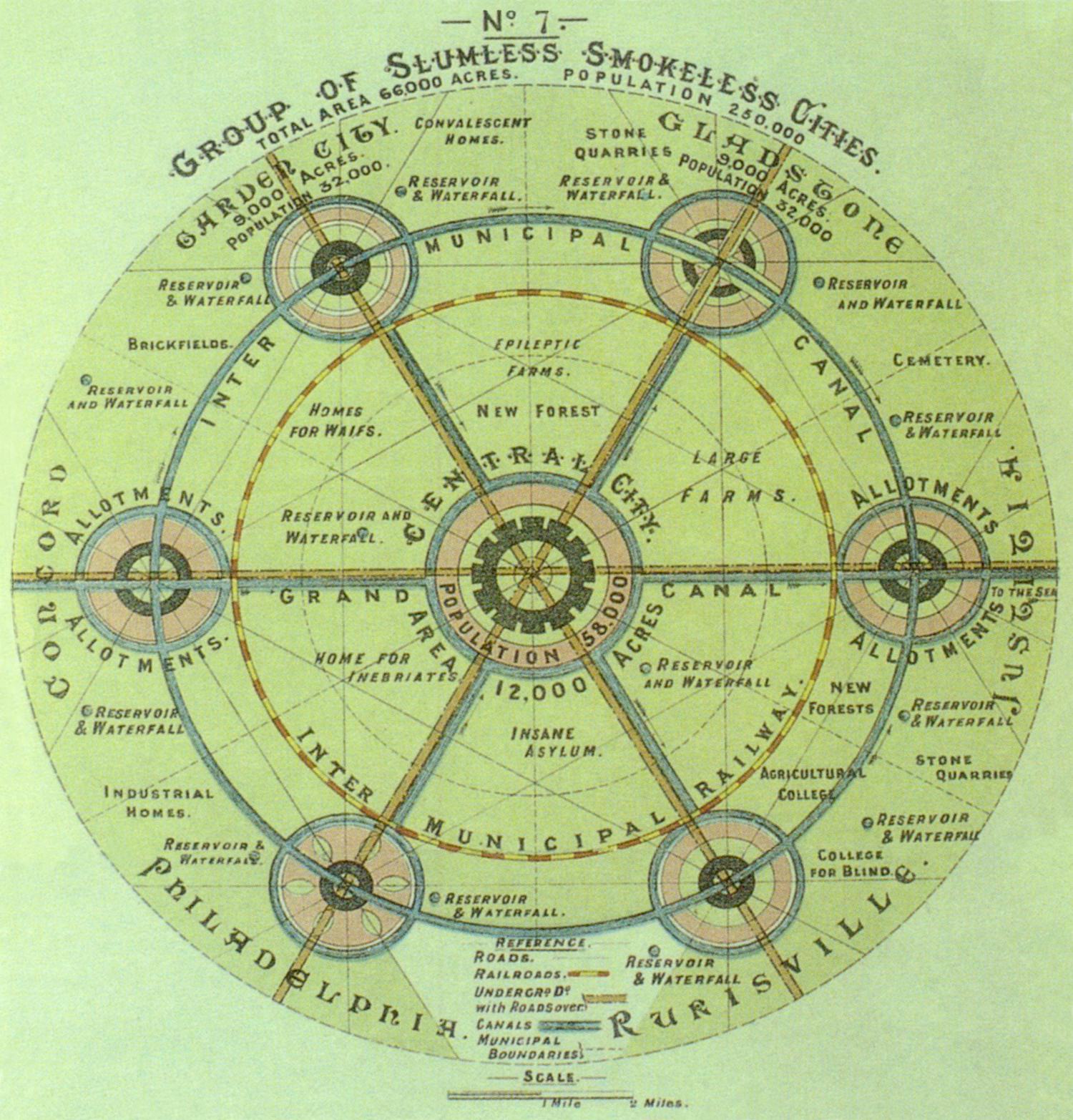
طرح اصلی باغ‌شهر توسط هاوارد در سال 1902

هاوارد در خیابان فور شهر لندن متولد شد. پدرش ابنزر هاواردِ (1817 - 1900) نانوا بود و مادرش آن (1816 - 1900) نام داشت. او به مدارس سافوک و هرتفوردشایر رفت و در 15 سالگی مدرسه را ترک کرد و به عنوان استنونوشت‌بردار در لندن مشغول به کار شد. سپس در چندین شغل دفتری به کار پرداخت.
در سال 1871 زمانی که 21 ساله بود، تحت تأثیر عموی کشاورزش، با دو دوست خود به آمریکا مهاجرت کرد. او به نبراسکا رفت؛ اما پس از شکست در کشاورزی متوجه شد که نمی‌خواهد کشاورز باشد. او سپس به شیکاگو منتقل شد و به عنوان خبرنگار در محاکم و روزنامه‌ها فعالیت کرد. هاوارد درست پس از آتش‌سوزی بزرگ شیکاگو در سال 1871 وارد این شهر شد و شاهد بازسازی آن و رشد حومه‌ها بود. در آمریکا با شاعران معروف والت ویتمن و رالف والدو امرسون آشنا شد و از آن‌ها تأثیر گرفت.

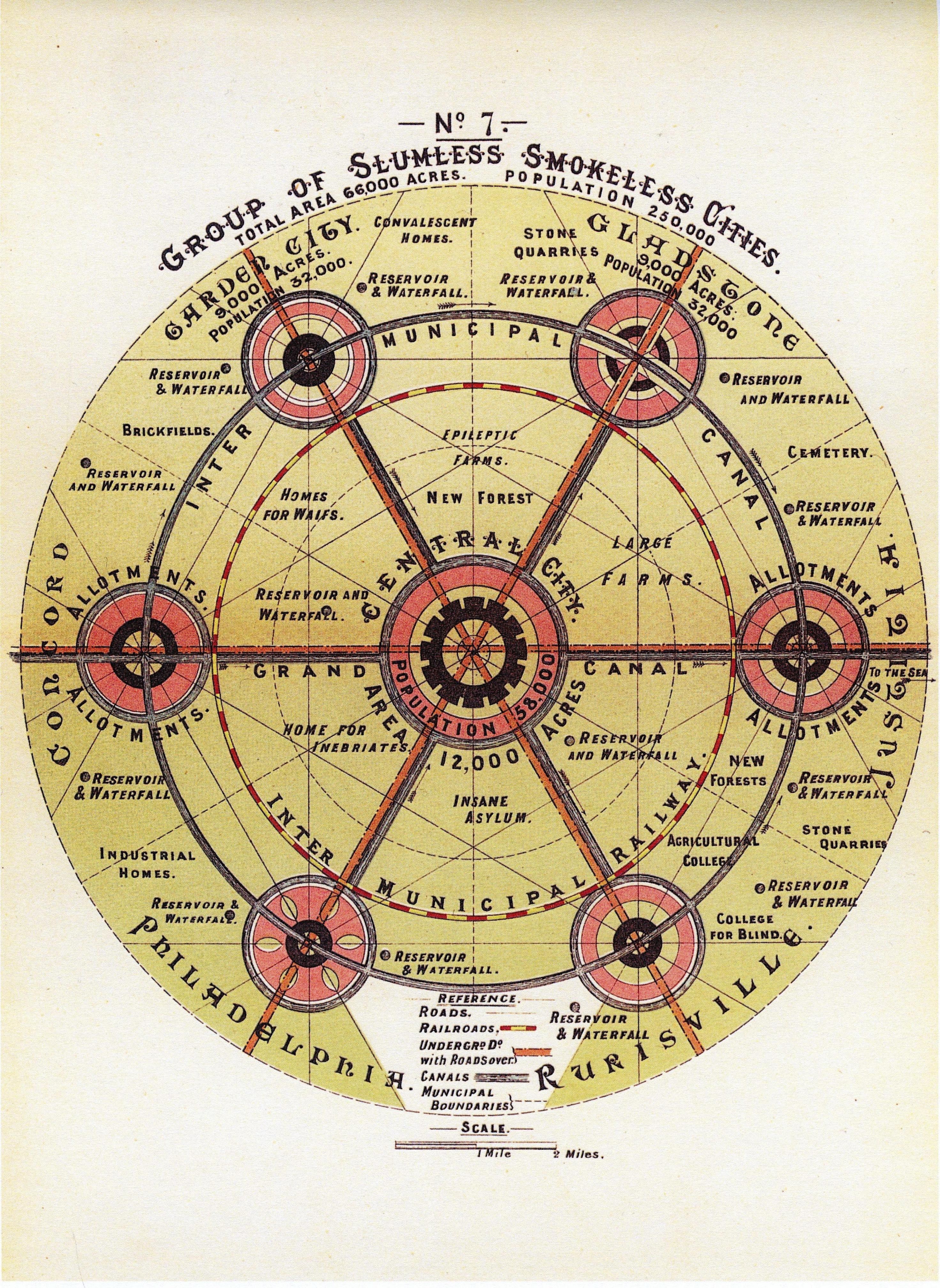
نقشۀ یک باغ‌شهر

### دوران بعد از مهاجرت به انگلستان
در سال 1876 هاوارد به انگلستان بازگشت و در شرکت هانسارد مشغول به کار شد. او بیشتر زمان خود را به این شغل اختصاص داد. وقت‌گذرانی او در پارلمان باعث آشنایی با ایده‌های اصلاحات اجتماعی شد که بعدها به الهام‌بخش اصول باغ‌شهر تبدیل شدند.
در 23 نوامبر 1900 مادر هاوارد از دنیا رفت و پدرش یک روز بعد در 24 نوامبر 1900 درگذشت. این اتفاقات پیش از آغاز کار ساخت اولین باغ‌شهر رخ داد. همسر هاوارد الیزا آن بیلز (1853 - 1904) نیز در نوامبر 1904 کمی پس از آغاز ساخت باغ‌شهر لچ‌ورث فوت کرد. هاوارد در سال 1907 دوباره ازدواج کرد و همسر دوم او ادیث آنی هایوارد (1864 - 1941) پس از دریافت عنوان شوالیه در 1927 به ادیث لیدی هاوارد تبدیل شد و در کنار او در قبرستان لچ‌ورث دفن شد.

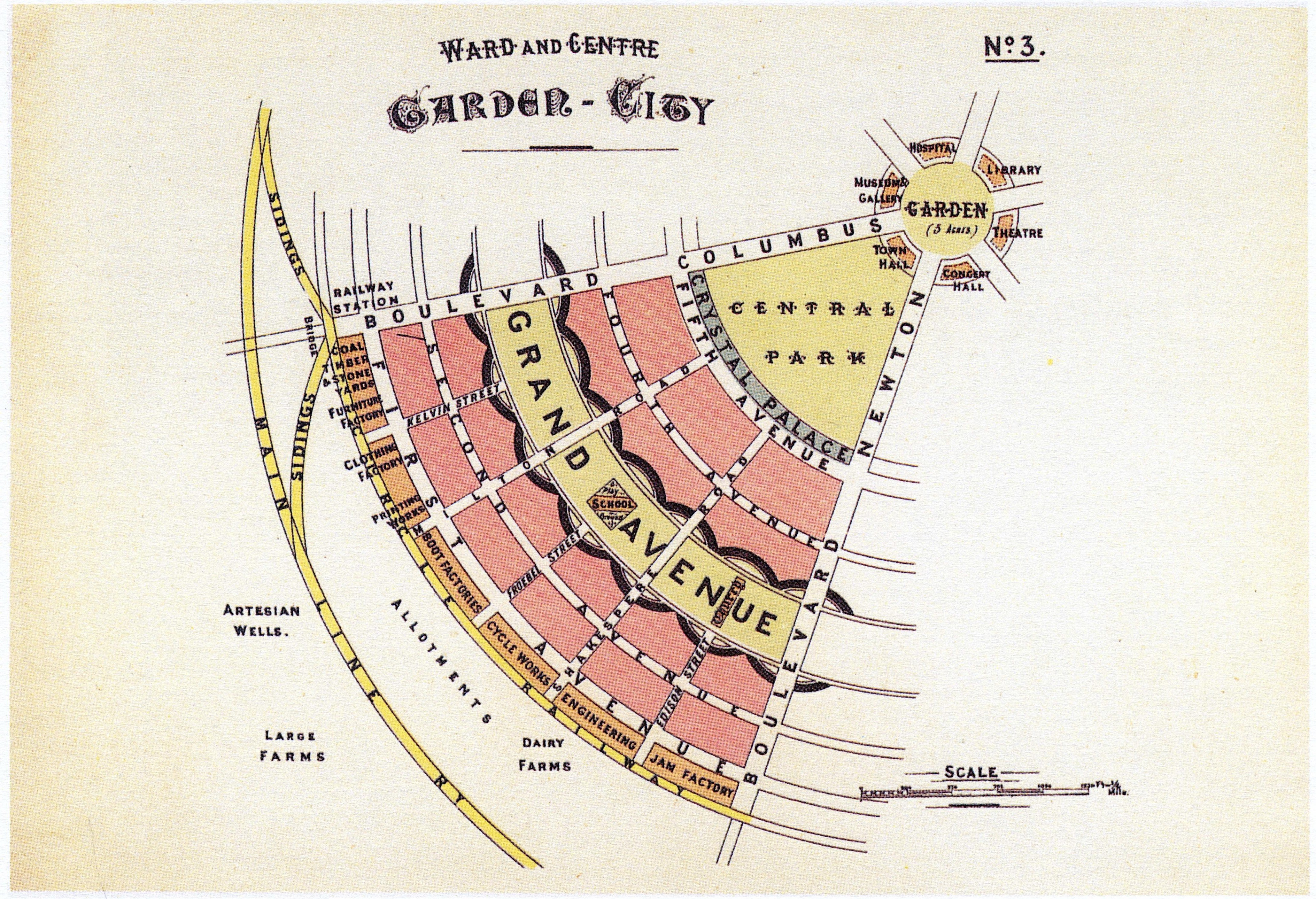
نحوۀ قرارگیری خیابان‌ها و بلوک‌های شهری در یک باغ‌شهر

## تأثیرات و ایده‌ها
هاوارد بسیاری از آثار نویسندگان و اندیشمندان مختلف را مطالعه کرده بود؛ از جملۀ رمان آرمان‌شهری نگاهی به گذشته اثر ادوارد بلامی و رسالۀ اقتصادی پیشرفت و فقر نوشتۀ هنری جورج. او از توسعۀ شهرهای مدرن ناراضی بود و معتقد بود که مردم بالید در مکان‌هایی زندگی کنند که بهترین ویژگی‌های هر دو شهر و روستا را در خود داشته باشد.

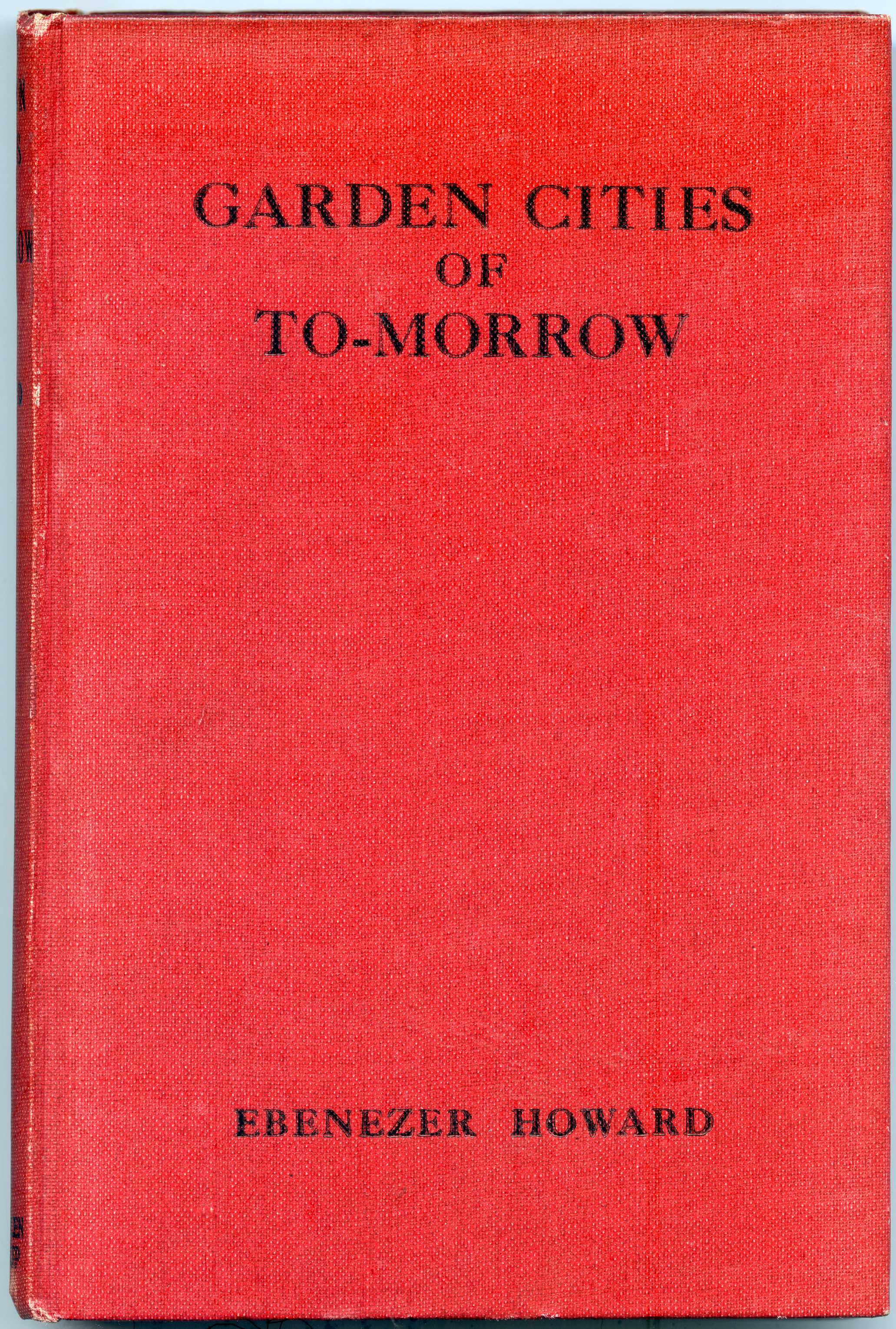
کتاب هاوارد. باغ‌شهرهای فردا

## انتشارات
تنها کتابی که هاوارد در طول عمر خود نوشت فردا: راهی صلح‌آمیز به سوی اصلاحات واقعی بود که در سال 1902 تحت عنوان باغ‌شهر فردا ویرایش شد. این کتاب بر اساس ایده‌های اصلاح اجتماعی و شهری بود. هاوارد در این کتاب، دیدگاهی از شهرهایی ارائه می‌دهد که از معضلات شهرهای صنعتی زمان خود مانند فقر شهری، تراکم جمعیت، دستمزدهای پایین، کوچه‌های کثیف و عدم تعادل با طبیعت دوری کرده‌اند. این کتاب تصویری از شهرهایی بدون زاغه‌ها و با ویژگی‌هایی از هر دو شهر (فرصت‌ها، تفریح و دستمزد خوب) و روستا (زیبایی، هوای تازه و اجاره‌های کم) ارائه می‌دهد.
هاوارد پیشنهاد می‌کند که جامعه به وسیلۀ شبکه‌هایی از باغ‌شهر سازماندهی شود که سلطۀ سرمایه‌داری را شکسته و به سوسیالیسم تعاونی منجر شود. باغ‌شهر باید به طور مستقل توسط شهروندانی که در آن‌ها سرمایه‌گذاری اقتصادی دارند اداره شوند و مالیات‌ها بر اساس مدل جورژیست تأمین مالی شوند.

## اقدامات
در سال 1899 هاوارد انجمن باغ‌شهرها را تأسیس کرد که اکنون به نام انجمن برنامه‌ریزی شهر و روستا شناخته می‌شود. ایده‌های هاوارد با همکاری هنری هاروی ویوین و جنبش مسکن هم‌پیمان، توجه زیادی را جلب کرد و بودجۀ لازم برای شروع ساخت باغ‌شهر لچ‌ورث فراهم شد. او همچنین به کمک معماران آلمانی هرمن متزیوس و برونو تائوت، اصول طراحی انسانی را در بسیاری از پروژه‌های مسکونی در جمهوری وایمار به کار برد.

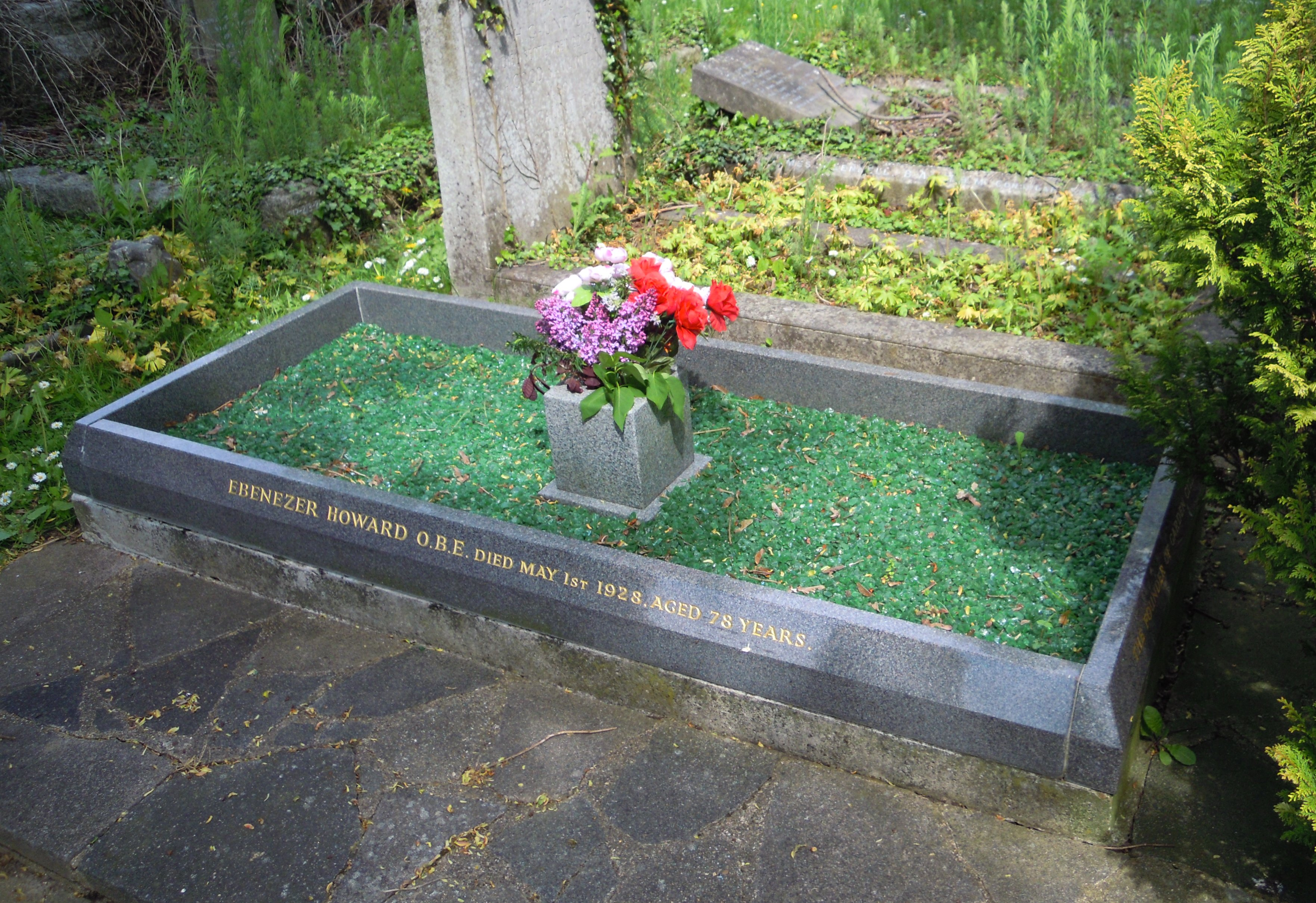
محل دفن هاوارد در قبرستان لچ‌ورث

## مرگ هاوارد
هاوارد در 1 مه 1928 درگذشت و در قبرستان لچ‌ورث در کنار همسر دوم خود دفن شد.

## دو باغ‌شهر ساخته شده

### باغ‌شهر لچ‌ورث
باغ‌شهر لچ‎ورث توسط شرکت اولین باغ‌شهرها (First Garden City, Ltd) که در سال 1903 تأسیس شد؛ بر اساس ایده‌های هاوارد توسعه یافت. این پروژه نشان‌دهندۀ نحوۀ تحقق باغ‌شهرها بود و هاوارد امیدوار بود که با موفقیت آن بسیاری از شهرهای دیگر با ایده‌های مشابه ساخته شوند.

### باغ‌شهر ولویان
باغ‌شهر ولویان دومین باغ‌شهری بود که تنها 20 مایل از لندن فاصله داشت و توانست جذابیت طبیعت روستا را حفظ کند. این شهر با اصول باغ‌شهر طراحی شده بود و به عنوان مدلی از شهر سالم و آباد تأثیر مثبتی بر سلامت ساکنان داشت.